# Saurauia borneensis
Saurauia borneensis är en tvåhjärtbladig växtart som beskrevs av Elmer Drew Merrill. Saurauia borneensis ingår i släktet Saurauia och familjen Actinidiaceae. Inga underarter finns listade i Catalogue of Life.